# Budowa geologiczna
Budowa geologiczna – budowa geologiczna Ziemi jest wynikiem procesów zachodzących w skorupie ziemskiej. Stanowi element  epigeosfery, wypadkową zespołu czynników, to jest: litologii, cech strukturalno-teksturalnych oraz tektoniki. Na budowę geologiczną składa się rodzaj skał, ich wiek, wzajemne położenie w skorupie ziemskiej.
Podstawowym źródłem informacji o budowie geologicznej są:
- naturalne odsłonięcia warstw skalnych – skarpy, osuwiska
- sztuczne odsłonięcia – odkrywki i wyrobiska w kopalniach
- rdzenie wiertnicze
- mapy geologiczne i przekroje geologiczne
- badania geofizyczne